# Vladimir Kobler
Vladimir Kobler, slovenski dirigent, * 12. junij 1926, Ljubljana, † 12. oktober 2009, Ljubljana, Slovenija.
Vladimir »Vlado« Kobler, rojen 12. junij 1926 v Ljubljani, je bil intenziven in odmeven dirigent, ki je deloval predvsem na operno-baletnem področju, čeprav mu tudi druge glasbene zvrsti niso bile tuje. Bil je tenkočuten spremljevalec pevcev, glasbenikov in plesalcev ter mentor in pedagog. Kot dirigent je nastopal vehementno, a hkrati zgledno in urejeno. Kritiki so pogosto hvalili njegovo veliko muzikalnost, izvrstno dirigentsko tehniko in učinkovite geste.

## Življenjepis

### Poreklo
Priimek Kobler izvira iz Selške doline. Vladimir Kobler je bil sin meščanske družine; njegov ded Franc Kobler (1859-1943) je bil odvetnik v Radovljici, babica Marija, roj. Lekan (1865-1955), gospodinja, njegova stara starša po materini strani sta bila Franc Weinberger (1867-1913), industrialec v Zagorju, in Veronika (1863-1939), gospodinja. Oče Franc Kobler (1895-1983) je bil sodnik na gospodarskem področju v Ljubljani, mati Pavla (1898-1992) pa učiteljica.

### Zgodnja leta in študij
Že kot povsem majhnega otroka ga je kot nečaka zgodaj umrle znane pianistke Dane Kobler (1891-1929) pritegnil študij klavirja in je takrat v domačem okolju rad igral drobne skladbe mami Pavli in njenim prijateljem. Teta Dana Kobler mu je kljub temu, da je bil ob njeni smrti star šele tri leta, zapustila tudi svoj klavir znamke Hölzl z angleško mehaniko, na katerega je igral še v poznih letih. Njegova klavirska učiteljica je bila prof. Jadviga Poženel v Glasbeni šoli Narodnega železničarskega glasbenega društva Sloga v Ljubljani. 
Osnovno šolo je obiskoval v Ljubljani. Nato je bil dijak Klasične gimnazije v Ljubljani, na kateri je uspešno maturiral leta 1944. Tako kot vsi je moral v prvem povojnem času najprej odslužiti dveletni obvezni vojaški rok. Po prihodu iz vojske se je leta 1947 vpisal na Akademijo za glasbo v Ljubljani in študiral dirigiranje pri prof. dr. Danilu Švari, študij klavirja pa nadaljeval pri svoji profesorici  Jadvigi Poženel, ki je leta 1945 postala profesorica klavirja na srednji stopnji Akademije za glasbo. Nekaj časa je študiral tudi violino.
Zaradi vmesnega daljšega delovanja v Osjeku in Subotici je študij dirigiranja z diplomo na Akademiji za glasbo v Ljubljani zaključil pozneje, 15. januarja 1957.
Leta 1968 (29. 12.) je prav tam, tudi pri prof. dr. Danilu Švari, z dirigiranjem Verdijeve opere Ples v maskah z ansamblom Opere SNG Maribor dokončal še podiplomski študij tretje stopnje in dobil naziv specialist za dirigiranje.

### Dirigentska in vodstvena kariera
Svoj operni dirigentski debut je imel leta 1951 na odru ljubljanske Opere s Puccinijevo opero Tosca.  O začetku svoje uspešne poti je sam med drugim pripovedoval, da ga je v ljubljansko Opero najprej napotil profesor dirigiranja dr. Danilo Švara, ki je opazil, da ga opera zanima. Tako je že med študijem od 1. 1. 1948 do 31. 8. 1951 delal v Operi kot šepetalec, korepetitor solistov in baletnih plesalcev ter dirigent scenske glasbe. Na tak način se je na najboljši način seznanil z zakonitostmi opernega gledališča in z vsemi njegovimi dejavnostmi. To mu je gotovo zelo pomagalo pri njegovem poznejšem dirigentskem in vodstvenem delovanju, saj ga je še isto leto, leta 1951, takoj po debutu v ljubljanski Operi, takratni intendant Hinko Tomašić povabil kot dirigenta v Hrvaško narodno gledališče v Osijek, od koder je leta 1953 odšel v Subotico, kjer je bil do leta 1955 direktor in profesor srednje glasbene šole, umetniški vodja filharmonije in zborovodja mestnega pevskega zbora. Poleg tega je vodil še koncertno poslovalnico ter dirigiral v tamkajšnjem Srbskem narodnem gledališču. Leta 1955 se je na željo intendanta Lava Mirskega vrnil v Osijek, kjer je poleg dirigiranja prevzel kot direktor tudi vodenje tamkajšnje Opere.
 
Leta 1961 so ga povabili v Maribor, sprva kot dirigenta, že naslednje leto pa je postal tudi direktor Opere Slovenskega narodnega gledališča v Mariboru. V dobrih desetih sezonah je bistveno prispeval k razširitvi operno-baletnega repertoarja in zelo povečal število uprizoritev. Večji poudarek je dal tudi slovenski operni ustvarjalnosti.
Leta 1973 je prišel v ljubljansko Opero in bil vse do upokojitve leta 1988 njen dirigent, od 1973 do 1975 pa tudi vršilec dolžnosti direktorja in umetniški vodja. Tudi po upokojitvi ni miroval, ampak je dirigiral v obeh slovenskih Operah, v osiješki in reški Operi.
Svojo dirigentsko kariero je končal 29. marca 1994, ko je v Ljubljani še zadnjič dirigiral Puccinijevo Tosco, opero, s katero se je 43 let prej prvič predstavil občinstvu.
V svojem dolgoletnem, skoraj 35-letnem dirigentskem obdobju, je zabeležil 2300 nastopov v več kot petdesetih operah in baletih ter za dirigentskim pultom na simfoničnih koncertih slovenskih in tujih skladateljev. V to številko pa niso vštete njegove druge dejavnosti – klavirske spremljave, strokovni komentarji ipd. Dirigiral je skoraj v vseh glasbenih središčih nekdanje Jugoslavije ter gostoval v Italiji, Zvezni republiki Nemčiji, Avstriji, Češki, Slovaški, Poljski, Bolgariji itd. Čeprav se je v svojem delovanju posvečal pretežno operni literaturi (posebno nagnjenje je imel do skladateljev verističnih oper), ni zanemarjal tudi koncertne simfonične in komorne dejavnosti, s poudarkom na izvedbah skladb slovenskih skladateljev. Še ko je bil v Osijeku in Subotici, enako pa tudi v Mariboru in Ljubljani, je posebno skrb posvečal seznanjanju občinstva z opernimi, baletnimi in simfoničnimi deli slovenskih skladateljev – Aleksandra Lajovica, Lucijana Marije Škerjanca, Marjana Kozine, Danile Švara, Zvonimirja Cigliča (krstna izvedba Obrežja plesalk), Vilka Ukmarja, Slavka Osterca, Kruna Cipcija idr. Naše občinstvo je seznanjal tudi z  novostmi tujih opernih in baletnih skladateljev (Georgesa Aurica, Kurta Weilla, Ernsta Křeneka, Jacquesa Iberta, Giulia Viozzija, Bohuslava Martinůja, Ferruccia Busonija idr.
 
Vladimir Kobler je bil tudi prvi, ki je po izgonu operete s slovenskih odrov po drugi svetovni vojni poskušal leta 1963 oživiti to zvrst glasbenega življenja na Slovenskem. V drugih republikah Jugoslavije je bila ta zvrst zelo razširjena, za Slovenijo pa je bila zaradi ideološko-socialnih razlik politično nesprejemljiva. Opereto je najprej poskušali obuditi v Slovenskem narodnem gledališču Maribor, kjer je bilo že prej nekaj amaterskih poskusov. Kot prvo so uprizorili Planinsko rožo Radovana Gobca, kar je povzročilo znamenito operetno vojno. Gonja proti opereti z vseh možnih strani je bila tolikšna, da so zaradi njene uprizoritve leta 1963 to povezovali še z ukinitvijo Mariborske filharmonije, prekinitvijo delovanja zbora Slavko Osterc, z zmanjšanjem števila članov zbora Slava Klavora in celo s preselitvijo mariborske koncertne poslovalnice pod okrilje Zveze kulturnih delavcev.

### Druge dejavnosti na glasbenem področju
V svojem zadnjem, ljubljanskem obdobju, je kot predavatelj sodeloval v Opernem studiu ljubljanske Opere, hkrati pa je še vedno, kot prej, v vlogi pianista spremljal pevske nastope in recitale pevskih solistov. Vodil je tudi Mešani pevski zbor Adriatic v Hrvatinih. Prišlo je do tradicionalnega sodelovanja z ljubljansko Opero s serijo gostovanj v kulturnem domu Hrvatini, pa tudi gostovanj v tujini. S svojim prihodom v Hrvatine je Vladimir Kobler odločilno posegel v razvoj in širitev kulturne dejavnosti v tem kraju, zato je dobil tudi naziv častnega krajana Hrvatinov.
Vladimir Kobler je bil leta od leta 1984 član Društva ljubiteljev baletne in operne umetnosti, ki se je ustanovilo leto prej, od leta 1995 do 1997 je bil njegov predsednik, od leta 1997 naprej pa umetniški vodja Društva; leta 1998 pa je bil imenovan za njegovega častnega člana.

### Ostale dejavnosti
Še iz časa svojih študijskih let je bil tudi navdušen radioamater (od leta 1991 s pozivnim znakom S51VK) in športni strelec. Tudi na tem področju je bil enak zanesenjak kot na svojem življenjskem glasbenem področju.

Strokovni izpit za amaterskega operaterja IV. razreda je opravil 30. 10. 1974, za amaterskega radiooperaterja C razreda pa 29. 10. 1975; oboje pred izpitno komisijo Zveze radioamaterjev Slovenije v Ljubljani.

Od leta 2002 je kot športni strelec aktivno sodeloval v klubu SLUB.45 v Ljubljani, leta 2005 je postal častni član tega kluba, leta 2008 pa se je včlanil še v strelski klub ZISK Koper.

### Nagrade
- Republiška komisija za razvrščanje umetnikov je Vladimirja Koblerja leta 1973 uvrstila v najvišjo osmo skupino.
- Leta 1985 je postal častni član Društva glasbenih umetnikov Slovenije.
- 1989 – Betettova nagrada za umetniške dosežke poustvarjalne glasbene umetnosti in družbeno dejavnost pri širjenju glasbene kulture.
- 1989 – je dobil Red republike z bronastim vencem za zasluge pri javnem delovanju, pomembnem za splošni napredek države.
- 1989 je postal častni krajan Hrvatinov.

## Diskografija
MIA – Mariborski instrumentalni ansambel

ZMO – Združeni mariborski orkestri

OMbO – Orkester mariborske Opere

OLjO – Orkester ljubljanske Opere

SORTVS – Simfonični orkester RTV Slovenija

SRTVS – Simfoniki RTV Slovenija

### Televizijski posnetki
- J. Massenet: Don Kihot, opera, Miroslav Čangalović, Ladko Korošec, Ada Sardo, Mileva Pertot, Zorica Barač, Carlo Biasini, Aleksander Boštjančič, Leopold Žarski, Emil Baronik, Franc Javornik, solisti in orkester mariborske Opere, 14. 12. 1966
- F. Lhotka: Vrag na vasi, balet in orkester ljubljanske Opere, 1979
- L. van Beethoven: Pastoralna simfonija, R. Wagner: Matilda, R. Wagner: Siegfridova idila, balet ljubljanske Opere in orkester Slovenske Filharmonije, 1986
- G. Verdi: Arija Violette iz 1. dej. Opere Traviata, Irena Baar, Branko Robinšak, SORTVS, 2004

### Posnetki za Radio Ljubljana, Radio Maribor in Radio Slovenija
- Skladbe baročnih mojstrov A. Scarlattija, J.Camberta, J. B. Lullyja, H. Purcella in M.Lockeja, MIA, maj 1962
- Lahek spored skladb R. Schumanna, Z. Fibicha, P. I. Čajkovskega, P. Vladigerova in I. Paderewskega, MIA, 7.6.1962
- Popularen spored skladb G. de Michelija in F. Leharja, MIA, 9.11.1962
- G. Rossini: Arija Berte iz opere Seviljski brivec, Ada Thuma, ZMO, 26.11.1966
- R. Leoncavallo: Harlekinova podoknica iz opere Glumači, Aleksander Boštjančič,ZMO, 26.11.1966
- G. Puccini: Arija Laurette iz opere Gianni Schicchi, Mileva Pertot, OMbO, 24.6.1970
- G. Puccini: Duet Rudolfa in Marcela iz opere La Bohème, Carlo Biasini, Stanko Colnarič, OMbO, 24.6.1970
- G. Puccini: Arija Cavaradossija iz 1. dejanja opere Tosca, Carlo Biasini, OMbO, 24.6.1970
- G. Bizet: Arija Don Joséja (Cvetlična arija) iz opere Carmen, Ervin Ogner, OMbO, 24.6.1970
- J. Gotovac: Arija Gjule iz 2. dejanja opere Ero z onega sveta, Nada Zrimšek-Slana,OMbO, 24.6.1970
- Ch. Gounod: Arija Valentina iz opere Faust, Stanko Colnarič, OMbO, 24.6.1970
- W. A. Mozart: Arija Kerubina iz opere Figarova svatba, Nada Zrimšek-Slana, OMbO, 24.6.1970
- G. Verdi: Arija grofa Lune iz opere Trubadur, Stanko Colnarič, OMbO, 24.6.1970
- G. Donizetti: Arija Norine iz opere Don Pasquale, Mileva Pertot, OMbO, 24.6.1970
- G. Verdi: Recitativ in arija Leonore iz 2. slike opere Trubadur, Ada Sardo, OMbO, 22.12.1970
- G. Donizetti: Arija Edgarda iz 7. slike opere Lucia di Lammermoor, Jernej Plahuta, OMbO, 22.12.1970
- G. Donizetti: Duet Lucije in Edgarda iz 2. slike opere Lucia di Lammermoor, Mileva Pertot, Jernej Plahuta, OMbO, 24.12.1970
- G. Donizetti: Scena blaznosti iz 2. dejanja opere Lucia di Lammermoor, Mileva Pertot, OMbO, 24.12.1970
- G. Donizetti: Scena in kavatina Alise in Lucije iz 1. dejanja opere Lucia di Lammermoor, Zorica Barač, Mileva Pertot, OMbO, 24.12.1970
- G. Puccini: Dekle z Zahoda – kompletna opera, OljO, 14.9.1971
- C. Franck: Simfonične variacije za klavir in orkester, Janko Šetinc, klavir, OMbO, 14.1.1972
- P. Mascagni: Cavalleria rusticana – kompletna opera, OLjO, 12.9.1973
- R. Leoncavallo: Glumači – kompletna opera, OLjO, 12.9.1973
- J. Massenet: Manon – kompletna opera, OLjO, 7.7.1976
- R. Leoncavallo: Glumači – kompletna opera, OLjO, 9.6.1979
- P. Mascagni: Cavalleria rusticana – kompletna opera, OLjO, 25.9.1979
- J. Gotovac: Arija Djule iz 2. dej. opere Ero z onega sveta, Olga Gracelj, OLjO, 8.2.1980
- J. Gotovac: Arija Djule iz 1. dej. opere Ero z onega sveta, Olga Gracelj, SORTVS, 2.4.1980
- W.A. Mozart: Arija Leporella iz 1. dej. opere Don Juan, Franc Javornik, SORTVS 2.4.1980
- G. Bizet: Arija Micaele iz opere Carmen, Olga Gracelj, SORTVS, 2.4.1980
- A. Dvořák: Arija Princa iz opere Rusalka, Branko Robinšak, SORTVS, 2.4.1980
- P.I. Čajkovski: Arija Gremina iz opere Jevgenij Onjegin, Franc Javornik, SORTVS, 3.4.1980
- G. Donizetti: Arija Raimunda iz opere Lucia di Lammermoor, Franc Javornik, SORTVS, 3.4.1980
- A. Dvořák: Arija Povodnega moža iz opere Rusalka, Franc Javornik, SORTVS, 3.4.1980
- A. Borodin: Knez Igor – kompletna opera, OLjO, 13.11.1980
- L. Janaček: Lisička Zvitorepka – kompletna opera, OLjO, 10.3.1982
- G. Puccini: Arija Mimi iz 1. dej. opere La Bohème, Olga Gracelj, SORTVS. 23.6.1982
- G. Puccini: Arija Mimi iz 3. dej. opere La Bohème, Olga Gracelj, SORTVS, 23.6.1982
- G. Puccini: Arija Collina iz opere La Bohème, Ivan Sancin, SORTVS, 23.6.1982
- G. Verdi: Arija Filipa iz opere Don Carlos, Ivan Sancin, SORTVS, 23.6.1982
- M. Kozina: Oreh za glas in orkester, Olga Gracelj, SORTVS, 23.6.1982
- P. Mascagni: Arija Santuzze iz opere Cavalleria rusticana, Tamara Markovič, OMbO, 9.12.1989
- U. Giordano: Arija Gerarda iz 3. dejanja opere Andrea Chenier, Boris Trajanov, OMbO, 9.12.1989
- V. Bellini: Arija Julije iz opere Capuleti in Montegi, Snežana Stamenković, OMbO, 9.12.1989
- G. Bizet: Arija Micaele iz opere Carmen, Irena Baar, SORTVS, 16.12.1992
- G. Verdi: Uvertura k operi Nabucco, SRTVS, 20.1.1993

### CD plošče
- P. Mascagni: Napitnica Turidda iz opere Cavalleria rusticana, Rajko Koritnik, OLjO,1979
- R. Leoncavallo: Arija Cania iz opere Glumači, Dimitr Damjanov, OLjO,1979
- G. Bizet: Arija Micaele iz opere Carmen, Olga Gracelj, SORTVS,1980
- J. Gotovac: Arija Djule iz 2. dej. opere Ero z onega sveta, Olga Gracelj, OLjO,1980
- W. A. Mozart: Arija Leporella iz 1. dej. opere Don Juan, Franc Javornik, SORTVS,1980
- G. Donizetti: Arija Raimunda iz opere Lucia di Lammermoor, Franc Javornik, SORTVS,1980
- P. I. Čajkovski: Arija Gremina iz opere Jevgenij Onjegin, Franc Javornik, SORTVS,1980
- A. Borodin: Arija Jaroslavne iz 4. dej. opere Knez Igor, Zlata Ognjanovič,OLjO,1980
- G. Puccini: Arija Mimi iz 1. dej. opere La Bohème, Olga Gracelj, SORTVS, 1982
- G. Puccini: Arija Mimi iz 3. dej. opere La Bohème, Olga Gracelj, SORTVS, 1982
- G. Verdi: Arija Violette iz 1. dej. opere Traviata, Irena Baar, SORTVS, 1992
- G. Verdi: Arija Violette iz 3. dej. opere Traviata, Irena Baar, SORTVS, 1992
- G. Bizet: Arija Micaele iz opere Carmen, Irena Baar, SORTVS, 1992
- G. Puccini: Arija Mimi iz 1. dej. opere La Bohème, Irena Baar, SORTVS, 1992
- G. Puccini: Arija Mimi iz 3. dej. opere La Bohème, Irena Baar, SORTVS, 1992

## Povezave
- Slovenski gledališki leksikon – Knjižnica Mestnega gledališča ljubljanskega, Ljubljana 1972
- Slovenska enciklopedija – Mladinska knjiga in Slovenska akademija znanosti in umetnosti, Ljubljana 1987-2002
- V vrtincu nasprotij – SNG Maribor 2003
- Henrik Neubauer: Opereta v Sloveniji – Glasbena matica Ljubljana, 2008
- Devetdeset let slovenskega narodnega gledališča v Mariboru – 2009
- Nekrolog v časopisu „Hrvatsko slovo“ – Osijek, 23. 10. 2009
- Nekrolog v časopisu „Večer“ – Maribor, 30. 10. 2009
- Nekrolog v Gledališkem listu Opere in baleta SNG Maribor – 27. 11. 2009
- Nekrolog v reviji „Glas Hrvatinov“ št. 3 – Hrvatini, december 2009
- Podobe zvoka (Tjaša Krajnc) – Radio Maribor, 8. 12. 2009
- Nekrolog v tromesečniku Torkovi resni klepeti – pomlad 2010